# Abony
Abony város Pest vármegyében, a Ceglédi járásban.

## Fekvése
Pest vármegye délkeleti részén, a Duna–Tisza közi homokhátságon, a Gerje–Perje-síkon helyezkedik el Ceglédtől 16, Budapesttől 85 kilométerre. Területének egy része a Tisza egykori árterületére esik. Határa nagy kiterjedésű, csaknem 13 ezer hektár; talaja egy kevés homok és szikes kivételével termékeny fekete föld. Tengerszint feletti magassága: 90–100 méter.

### Megközelítése
Központján keresztülhalad a Budapesttől Szolnokon át Debrecen-Nyíregyháza felé vezető 4-es főút (2005-től 2020-ig: 40-es főút), északi határában pedig elhalad a belterületet elkerülő, s így a várost tehermentesítő M4-es autóút, ezért a fővárosból és az említett városok irányából is ezek a legegyszerűbb megközelítési útvonalai.
Az autóútnak három csomópontja is van a közelében: Budapest felől az első még ceglédi területen, a 81-es kilométerszelvénynél – ezt a 401-es főút szolgálja ki –, a következő Abonytól északra, a 89-es kilométernél, az Újszászra vezető 3122-es út keresztezésénél, a harmadik pedig a keleti határszélén, a 93-as szelvénynél; ehhez a 406-os főút kapcsolódik és leginkább Abonynak a tranzitforgalom alól való tehermentesítését szolgálja.
A környező települések közül Tápiószelével és Újszilvással a 3119-es, Újszásszal a 3122-es, Tószeggel a 4612-es, Kőröstetétlennel a 4616-os, Törtellel és Nagykőrössel pedig a 4611-es út köti össze. Keleti határszéle mellett – központjától mintegy 7 kilométer távolságra – található még a 32-es főút végpontja is.
Vasúton történő megközelítését a Budapest–Záhony-vasútvonal teszi lehetővé, amely a város belterületének déli széle közelében húzódik. Több évtizede a vasútnak már csak egy megállási pontja van Abony területén, Abony vasútállomás, amely a 4612-es útból kiágazó és a 4616-os útig vezető 46 315-ös úton érhető el. Régen Paládicspuszta mellett is megállt a vonat, de ez a Paládicspuszta megállóhely 1969-ben megszűnt.

## Neve
Neve a török eredetű magyar Aba:>Ab személynévnek kicsinyítő-becéző képzős származékából keletkezett. A 15–16. században általában Abon, Abony néven fordult elő. 1722: Nagy-Aban, 1750: Nagy-Abany. A 18. század közepétől Nagy-Abony név vált általánossá, 1882: Szolnok- vagy Nagy-Abony. 1888-tól lett véglegesen Abony.

## Története
Abony és környéke ősidők óta lakott hely volt, amit az itt talált régészeti leletek is bizonyítanak. Területéről jelentős szarmata leletek: vaskard, lándzsa, sarló, valamint  avar kori és honfoglalás kori temető maradványai: aranyozott ővdísz és számos pityke kerültek elő.
A település nevét említő legrégibb írásos emlék 1238-ból maradt fenn. A 13. században Szolnok várához tartozott. A 14. század közepétől a Verzsenyi család birtoka volt. 1450-ben Aban néven szerepelt az írásos forrásokban. 1474-től Magyar Balázs, Magyar Benigna, majd Kinizsi Pál birtoka, majd 1515-ben Werbőczy István kapta királyi adományul. A 16. század közepétől birtokosai Batthyány Ferenc, Angyal Máté és a vázsonykői Horváth család voltak. 1552-ben török fennhatóság alá került. 1597-ben a tatárok teljesen elpusztították.
A 17. század elején kezdett újra benépesülni, de a felszabadító hadjáratok idején ismét teljesen elpusztult. Lakosai Nagykőrösre menekültek. Abony az újratelepülés után több birtokoscsaládé lett, közülük a legnagyobb birtoka a Balogh családnak volt.
1748-ban vásári szabadalmat, mezővárosi rangot kapott. Itteni uradalomból vittek először svájci eredetű borjúkat a vásárokra, az abonyiakat a környéken azóta is „tarkabornyúsoknak” hívják.
A jómódú nemesi származású bojári Vigyázó családnak a sarja bojári Vigyázó József (1756–1806) királyi udvarnok, sokszor volt Bécsben, terjedelmes birtokállománya volt. Második felesége révén vattai Battha Jozefával (1768–1813) kapta az abonyi, tószegi, újkécskei és paládicsi nagybirtokokat. Gyermekük bojári Vigyázó Antal József (1793–1861), királyi tanácsos, akinek feleségétől, nemes Csák Borbálától, született egyetlenegy fiúgyermeke gróf Vigyázó Sándor (1825–1921) kamarás. 1931-re gróf Vigyázó Sándorné báró Podmaniczky Zsuzsanna gyermekei gróf bojári Vigyázó Ferenc (1874–1928) magyar politikus, a felsőház tagja, jogi író, és gróf bojári Vigyázó Sándor (1875-1894) 798 holdas földbirtokkal rendelkezett Abonyban.
1849. január 25-én Perczel Mór honvédtábornok katonái Abony városa mellett arattak győzelmet a császári csapatok felett.

## Abony az irodalomban
- Petőfi Sándor Nagyszalontáról (ahol Arany Jánost látogatta meg) Pest felé utazva, 1847. június 12-én a község fogadójában szállt meg. Erről az „Úti levelek”-ben tesz említést.
- Az itt élő Abonyi Lajos író jegyezte le a Kodály Zoltán „Háry János” című dalművében később híressé lett „Sej, Nagyabonyban csak két torony látszik” kezdetű népdalszöveget. A ebben szereplő Nagyabony azonos Abonnyal. Ugyanakkor Szlovákiában, a Csallóközben is található Nagyabony (Veľké Blahovo) nevű település, és a népdal dallama a Csallóközből származik. „Kérdésére közlöm, hogy a dal választására az Arany - Gyulai Népk. Gyűjt. I. kötetében található egyetlen dalszöveg indított, dallamot rá Csallóközből alkalmaztam. A dalszöveg Abonyról van, kétségkívül az alföldi N. Abonyt értik. Azonban, valamint több Abony van az országban, a dalt sem lehet egy helyre rögzíteni, másutt is tudhatták, ha nincs is feljegyezve. Minthogy a magyarság is lényegében egységes, minden tájnyelvi és szokásbeli különbség ellenére” - írja Kodály Zoltán az abonyi falumúzeumban megtalálható levelében.
- Háy Gyula drámaíró Született 1900-ban című emlékkötetében többször tesz említést gyermekkoráról, amelyet Abonyban töltött.

## Nevezetességei, látnivalók

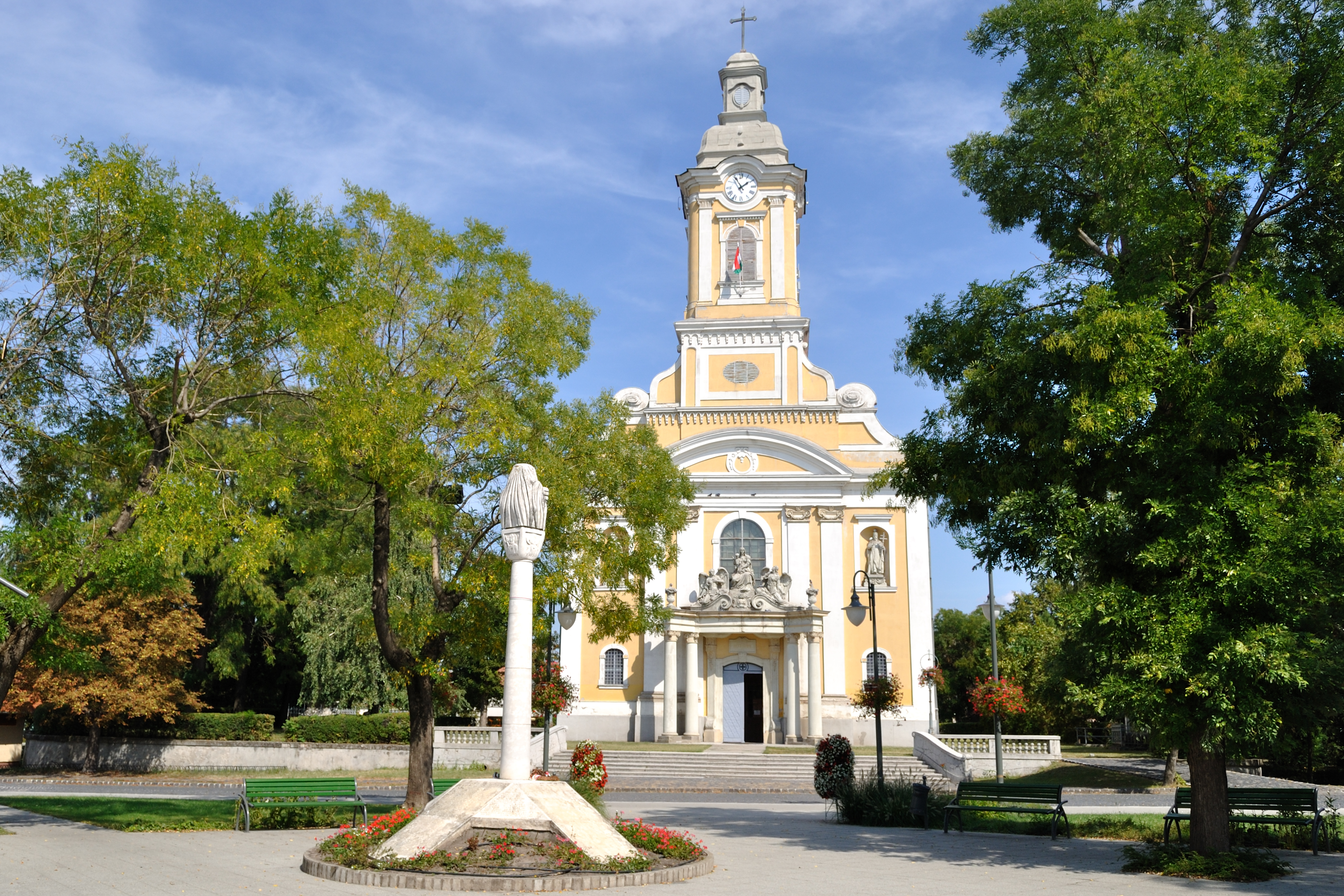
A római katolikus templom

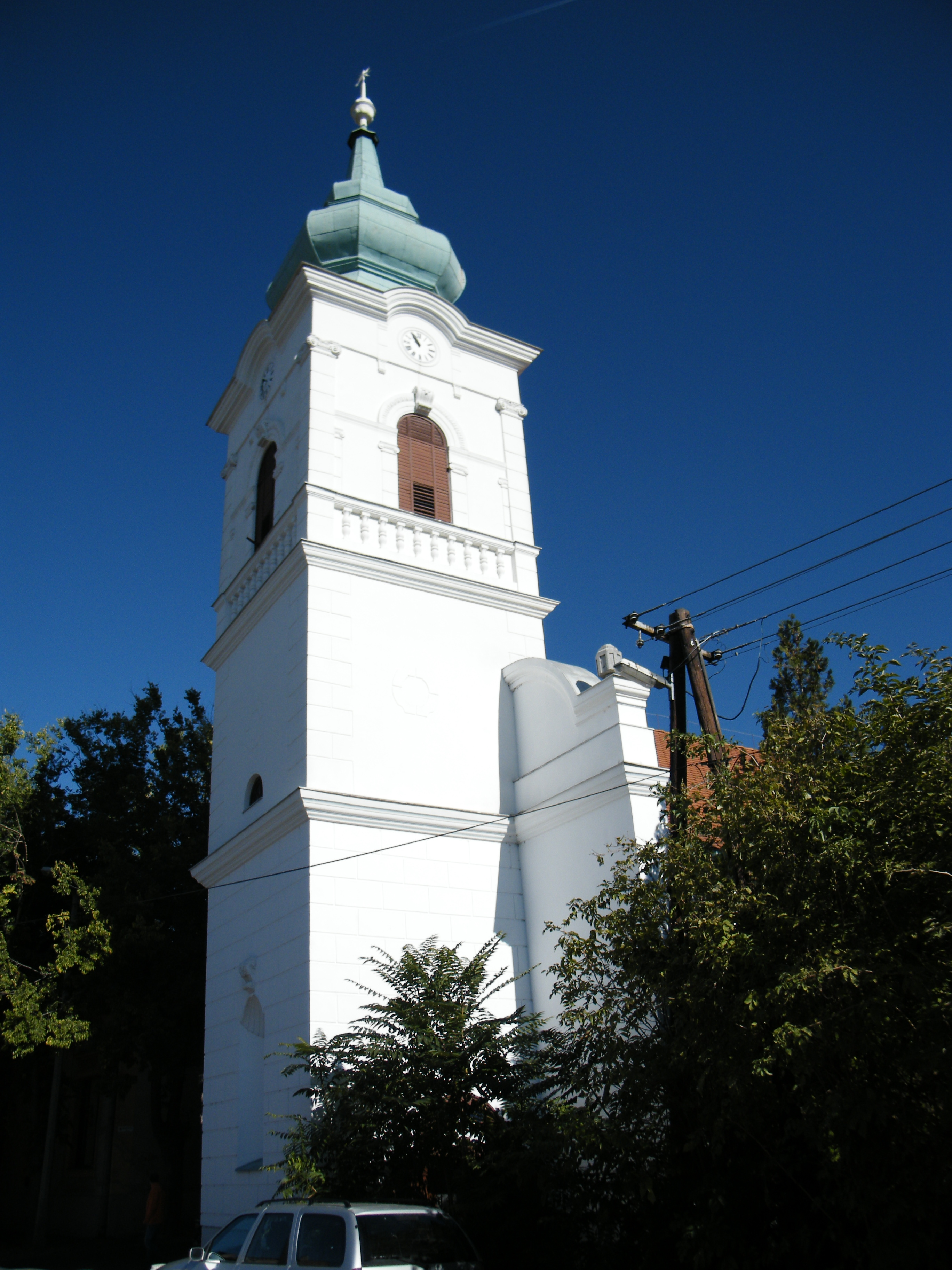
Református templom

- Abonyi Lajos Falumúzeum (volt Magtár)
- Szent István római katolikus templom
- Református templom
- Kinizsi Pál Városkapu
- Zsinagóga, 1825-ben épült, valószínűleg Landherr András műve[9]
- Kazinczy Ferenc-kúria
- Tallián-sírkápolna
- Ungár-ház vagy -kúria
- Kostyán István-kúria
- Márton-kúria
- Lavatka-kúria
- Kostyán Andor-kúria
- Régi Vigyázó-kastély
- Harkányi-kastély (lebontották)
- Környékbeli kúriák: Szapáry-kúria, Kisvigyázó-kastély, Vigyázó-kúria, Ajtay-kúria, Teszáry-kúria

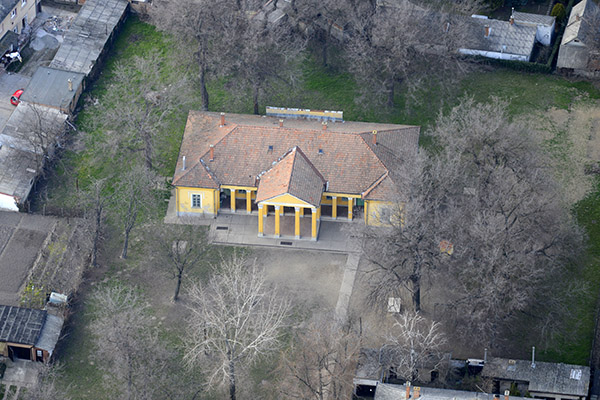
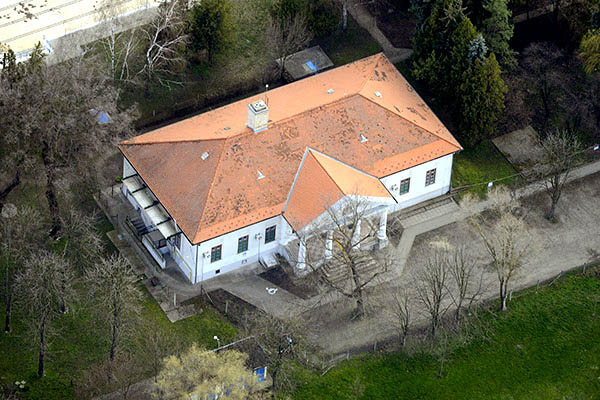

- Paládicspuszta

## Közélete

### Polgármesterei
- 1990–1994: Gajdos István (nem ismert)[10]
- 1994–1998: Gajdos István (független)[11]
- 1998–2002: Gajdos István (független)[12]
- 2002–2006: Dr. Gajdos István (független)[13]
- 2006–2010: Romhányiné dr. Balogh Edit (független)[14]
- 2010–2014: Romhányiné dr. Balogh Edit (független)[15]
- 2014–2019: Romhányiné dr. Balogh Edit (független)[16]
- 2019–2024: Pető Zsolt (Városunk Fejlődéséért Egyesület)[17]
- 2024– : Pető Zsolt (Városunk Fejlődéséért Egyesület)[1]

## Gazdasága
- Környékén általában szántóföldi művelés folyik, de szőlő- és gyümölcstermesztéssel is foglalkoznak.

## Népesség
A település népességének alakulása:
| Lakosok száma | 14 769 | 14 689 | 14 392 | 14 202 | 14 841 | 14 622 | 14 624 |
|               | 2013   | 2014   | 2018   | 2021   | 2022   | 2023   | 2024   |

A 2011-es népszámlálás során a lakosok 84,4%-a magyarnak, 3,1% cigánynak, 0,3% németnek, 0,3% románnak mondta magát (15,6% nem nyilatkozott; a kettős identitások miatt a végösszeg nagyobb lehet 100%-nál). A vallási megoszlás a következő volt: római katolikus 48,7%, református 6,1%, evangélikus 0,1%, görögkatolikus 0,2%, felekezeten kívüli 14,7% (29,2% nem nyilatkozott).
2022-ben a lakosság 89,9%-a vallotta magát magyarnak, 2,6% cigánynak, 0,3% románnak, 0,1-0,1% ukránnak, németnek és szerbnek, 1,7% egyéb, nem hazai nemzetiségűnek (10% nem nyilatkozott; a kettős identitások miatt a végösszeg nagyobb lehet 100%-nál). Vallásuk szerint 30,3% volt római katolikus, 4,4% református, 0,2% evangélikus, 0,2% görög katolikus, 0,1% ortodox, 1,3% egyéb keresztény, 1,2% egyéb katolikus, 17,4% felekezeten kívüli (44,7% nem válaszolt).

## Oktatási intézmények

### Óvodák
- Pingvines Óvoda és Bölcsőde
- Szivárvány Óvoda és Bölcsőde
- Gyöngyszemek Óvodája

### Általános iskolák
- Gyulai Gaál Miklós Általános és Alapfokú Művészeti Iskola
- Somogyi Imre Általános Iskola (három tagintézménnyel)
- Abonyi Montágh Imre Egységes Gyógypedagógiai Módszertani Intézmény, Óvoda és Általános Iskola

### Középiskola
- Kinizsi Pál Gimnázium és Szakközépiskola

### Zeneiskola
- Bihari János Alapfokú Művészeti Iskola

## Közművelődési Intézmények
- Abonyi Lajos Művelődési Ház, Könyvtár, Múzeumi Kiállítóhely

## Egyházak
- Abonyi Római Katolikus Egyházközség (Kossuth Ferenc u. 14.)
- Abony-Vezseny Református Egyházközség (Kálvin János u. 2.)
- Magyarországi Metodista Egyház Abonyi Gyülekezete (Ceglédi u. 18.)

## Sportlétesítmények
- Varga István Városi Sportcsarnok
- Sportpálya
- Mucsányi Tamás Műfüves Pálya
- Városi Termálfürdő
- Varga János Birkózócsarnok

## Testvértelepülései
- Réty
- Nagyabony

## Híres emberek
- Itt született 1816. október 21-én Ruttkay Károly honvédfőhadnagy.
- Itt született 1939. október 21-én Varga János olimpiai bajnok birkózó.
- Itt született Háy Gyula (1900-1975) drámaíró, költő, dramaturg.
- Itt született Háy Károly László (1907–1961) Munkácsy Mihály-díjas magyar festő, grafikus, díszlettervező, művészeti író, egyetemi tanár. Háy Gyula író testvére.
- Itt született Balogh Artúr (Abony, 1866. március 18. – Kolozsvár, 1951. március 4.) magyar jogász, egyetemi tanár, politikus, a Magyar Tudományos Akadémia levelező tagja.
- Itt született és nőtt fel Mucsi Zoltán színész.
- Itt született vitéz Endre László első világháborús katona, politikus és belügyi államtitkár.
- Itt nőtt fel Csomor Erika triatlon világbajnok.
- Itt nőtt fel Zalán Tibor költő, író, dramaturg.
- Itt van eltemetve Ajtai K. Sándor orvostanár, a kolozsvári és a budapesti egyetem tanára, rektora.[20]
- Itt született és helyezték örök nyugalomra Varga István olimpiai bajnok, világbajnok kézilabdázót.
- Itt élt Abonyi Lajos író.
- Itt született Mucsányi János a Duna Televízió műsorvezetője, szerkesztő, forgatókönyvíró.
- Itt nőtt fel Acsai Roland kortárs költő, irodalomkritikus, műfordító, szerkesztő.
- Itt nőtt fel Major József magyar bajnok triatlonozó, kilencszeres ironman bajnok.
- Itt született Varga József (Abony, 1929. december 21. – Budapest, 1981. május 28.) magyar tévébemondó, műsorvezető, kommentátor.
- Itt született dr. Lovassy Sándor (Abony, 1855. október 28. – Keszthely, 1946. július 8.) ornitológus, biológus.
- Itt született dr. Szántó Ferenc (Abony, 1925. augusztus 31. – Budapest, 1989. március 25.) vegyész, a Szegedi Tudományegyetem professzora, a kolloidkémia tanszék vezetője.1980-ban Buzágh Aladár-díjjal tüntették ki. (Szegedi Tudományegyetem Évfordulós emlékcsarnok). Emléktáblája Abonyban a Munkácsy Mihály út 15. alatti házon található.
- Itt született Horváth József tanító, festőművész (1900 – 1970). 1921-ben kezdett el tanítani a Szelei úti iskolában, s ekkor kezdett el rajzolni és festeni is. Több kiállítása volt az országban, többek között Budapesten a Műcsarnokban. Emléktáblája Abonyban a Tószegi út 6. alatti házon található.